# 船橋市立行田東小学校
船橋市立行田東小学校（ふなばししりつ ぎょうだひがししょうがっこう）は、千葉県船橋市行田二丁目にある公立小学校。

## 交通
- 武蔵野線船橋法典駅下車　徒歩15分
- 京成トランジットバス山手3丁目下車　徒歩1分

## 特徴
- 「人間性豊かで、たくましい子どもの育成」を教育目標とし、「思いやりのある子」「すすんで学習する子」「体をきたえる子」をめざす児童像とする。
- 時間割には2時間目と3時間目の間に中休みがあり「グリーンタイム」とよばれ児童は校庭に行くことができる。また給食の後、昼休みがあり児童はグリーンタイムと同じように遊ぶことができる。
- 月に一度の水曜日に、高学年（4〜6年生）の児童のみクラブ活動がありこの児童はクラブに所属しなければならない。
- 又、委員会が月に一度の水曜日ある。これは5～6年のみで行われて、1年～4年は下校する。各教室又は外で行われる。
- 月に一度、「けやき交流」がある。これは、他学年の児童との交流を図るもので6年生は1年生と、5年生は3年生と、4年生は2年生の児童と班別に分かれて交流をする。
- 10月には元気村と言う行事があり、店が多く出店し、参加しなくてもOk

## 行事
- 運動会は5月の第3週または第4週の土曜日に行われる。紅組と白組に分かれて各競技で点数を競いあう。競技は大まかに個人競技、団体競技がありそれぞれ各学年ごとに競われる。このほかに学年ごとの演技種目（1〜4年生はダンス、5・6年生は組体操）や全員参加の競技もある。
- マラソン大会はマラソン納会とも言われる。隣接する行田公園を使用して各学年・男女別にマラソンが行われる。この大会に先だって体力づくりとして児童は一週間程前から毎朝、校庭を走る。

## 校歌
- 作詞：伊藤公平、作曲：寺内昭（1977年制定）[1]

## 隣接する施設
- 行田団地
- 行田公園
- 健伸行田幼稚園